# Hor-Aha
Aha of Hor-Aha is een farao uit de 1e dynastie van de Egyptische Oudheid. De koning, ook vermeld als Menes, Min of Meni, wordt soms verward met Narmer (Menes). Zijn naam betekent: Strijdende valk.

## Chronologie
Zoals bij alle farao's uit de vroeg-dynastieke periode is het moeilijk om de exacte datering te achterhalen. Er wordt geschat dat Hor-Aha tussen 3000-2980 v. Chr. op de troon zat. Echter zijn er diverse naslagwerken of koningslijsten die allemaal een andere datum aanhouden. Volgens Jürgen von Beckerath heeft de farao geregeerd tussen 3032-3000 v. Chr. en volgens Aidan Dodson & Dyan Hilton in de periode na 3150 v. Chr. en voor 2611 v. Chr.
Volgens sommigen is Hor-Aha de 1e farao van de 1e dynastie van Egypte. Door anderen wordt hij aanvaard als de zoon en opvolger van Narmer (Menes). Beide koningen worden ook nog eens verward met Min of Meni, de legendarische heerser van Egypte volgens Narmer en Oud-Egyptische koningslijsten. Zijn naam lijkt op de Nebtynaam van beide heersers.
Volgens Manetho regeerde de farao Menes 62 jaar vanuit Thinis en werd hij gedood door een nijlpaard. Menes' zoon was Athothis (Aha/Iti), die 27 (volgens de versie van Africanus) of 57 jaar (volgens Eusebius) regeerde. Athothis' zoon was Kenkenes (Djer/Iti).

## Familie
Koning Hor-Aha wordt beschouwd als de zoon van koning Narmer en Neith-hotep. Hij was getrouwd met Chenethapi en Berenib. Chenethapi werd de moeder van Djer, de opvolger van Hor-Aha.

## Graf
Het graf van koning Aha is in 2004 gevonden in Umm el-Qaab, te Abydos. Archeologen van de Universiteit van Pennsylvania, New York Universiteit en Yale doen er opgravingen. Zijn ommuurde graf ligt in het noordwestelijke deel van een ommuurde begraafplaats samen met enige andere graven, waarschijnlijk van een aantal hovelingen van Aha. Uit de ononderbroken pleisterlaag die de graven bedekt is af te leiden dat de lichamen tegelijkertijd zijn begraven en men denkt daarom dat het hier om mensenoffers gaat.

## Activiteiten
- Hij voerde veldslagen in Nubië
- Hij was de stichter van de nieuwe hoofdstad Memphis boven in de Nijldelta. Deze stad, die één der voornaamste van de Oudheid werd, zou door middel van indamming gewonnen zijn op de Nijl
- Hij was ook de oprichter van een aan de godin Neith gewijde tempel te Saïs
- Zijn naam is aangetroffen bij vazen bij de tempel van Chentiamentioe te Abydos[5]
- Tombe van Hor-Aha in Abydos (B10, B15 & B19)
- Zegels uit het graf 3357 in Saqqara
- Verschillende kruiken die zijn naam dragen, o.a. een albasten kruik gevonden in Helwan en een andere kruik gevonden in graf 3036 in Saqqara
- Objecten gevonden in Abu Roash

## Galerij

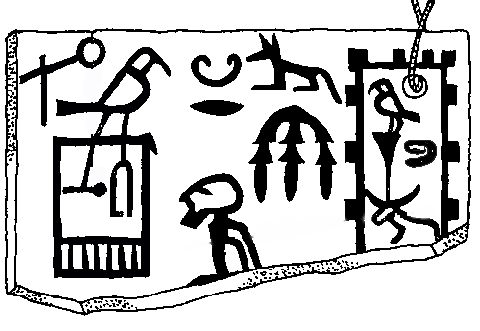
Ivoren label van Aha
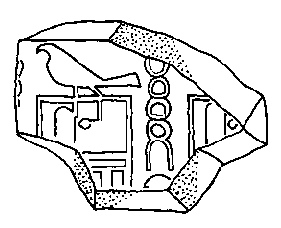
Zegel van Aha
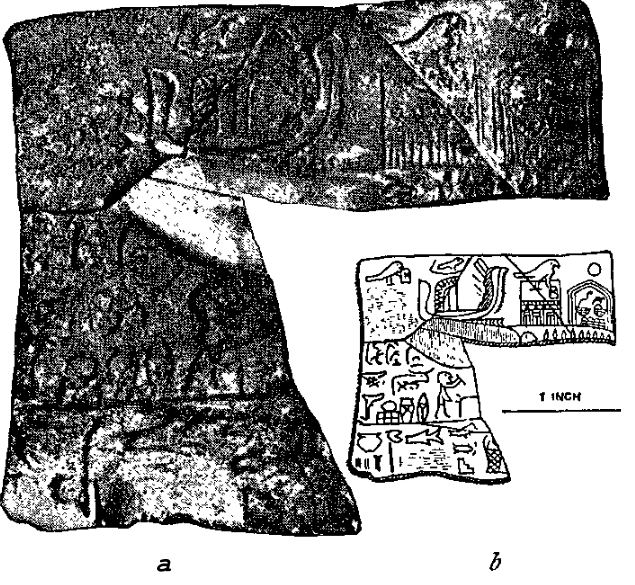
Ivoren label van Aha
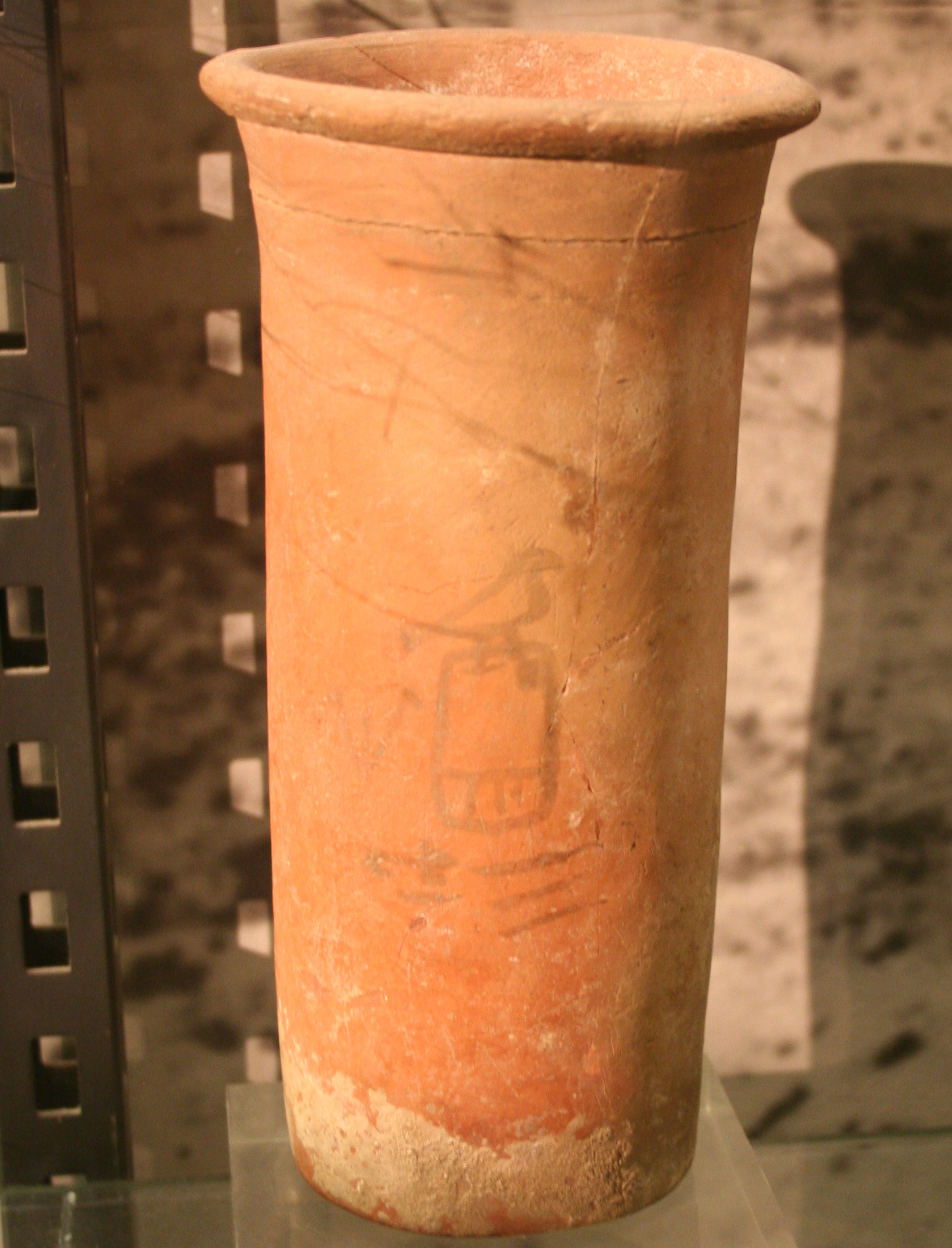
Cilinder met de naam van Hor-Aha uit Sakkara Museum August Kestner
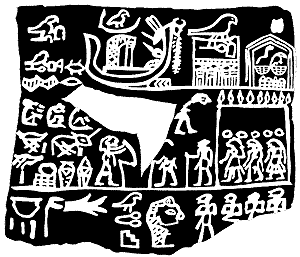
Ivoren label